# Настоящее время (лингвистика)
Настоящее время, презенс (лат. praesens) — граммема грамматической категории времени, которая означает, что развёртывание описываемой в высказывании ситуации включает момент речи. Ср. рус. девочка поёт, лат. puella cantat — действие в момент высказывания; рус. победа любит заботу, лат. amat victoria curam — постоянно верное, неизменное положение дел.
Глагол в настоящем времени может также выражать наклонение (условное, желательное и т. д.) и залог (активный/пассивный). Характер протекания действия во времени выражается в разных языках с помощью грамматической категории глагольного вида (совершенного, несовершенного, длительного и др.), а иногда также подвидов и способов глагольного действия.
В некоторых языках настоящее время является грамматической категорией существительного, означая, что предмет существует в настоящее время (а не, скажем, будет построен или был разрушен).

## Грамматические формы и их значения
В русском языке одна общепризнанная, основная форма настоящего времени — настоящее время несовершенного вида (отвечающая на вопрос что делаю? что делаем? и т. д.), но она обладает развитой сетью значений, описанных филологами для русского и других языков. В некоторых других языках — например, в английском и турецком — этой форме соответствует несколько разных форм вида и времени, но и английские видо-временные формы глагола имеют по несколько значений. Настоящее актуальное в узком смысле обозначает действие, совершающееся в момент речи о нём (Я сейчас обедаю), и это значение русской формы соответствует английскому настоящему длительному (I am having lunch now) в его основном значении, второе значение которого — расширенное настоящее, когда действие совершается ограниченный период времени, названный с помощью обстоятельства времени (В этом месяце он обедает на работе. — He is having lunch at work this month), что противостоит настоящему постоянного действия (в английском форма настоящего простого / неопределенного) (В этом месяце он обедает на работе, а обычно обедает дома. — He is having lunch at work this month, but he usually has lunch at home). Настоящее время постоянного действия (настоящее постоянное) может сопровождаться обстоятельствами широкого периода бытийного времени, но может быть и без них: Всю жизнь я испытываю горечь того, что между мною и моими детьми существует пропасть (Яшин. Угощаю рябиной). Жизнь не стоит на месте… (Бунин. Эпитафия); Верстах в трех от Кисловодска, в ущелье, где протекает Подкумок, есть скала, называемая Кольцом… (Лермонтов. Княжна Мери).
В целом настоящее актуальное, привязывающее называемое действие к моменту речи, противопоставлено настоящему неактуальному, которое к моменту речи не привязано; такое противопоставление действия, привязанного к определенному моменту времени, и действия, не локализованного в бытийном времени, отмечалось у славянских глаголов ещё учёными 19 века. А. А. Потебня писал: «Славянские глаголы могут означать действие или во время самого его совершения — конкретно (я пишу теперь, я писал, когда он вошел), или как возможность его, способность, привычку к нему (я не дурно пишу; пишу… по вечерам)— отвлеченно. В одних случаях, как например в приведенном, значения эти формально не различаются …но в других случаях значения эти различаются и формально». Это категория временной локализованности / нелокализованности.

### Связь настоящего с прошлым
Расширенное настоящее и настоящее постоянного действия описывают ситуации, которые начались иногда задолго до момента высказывания.
В английском языке 4 видо-временных формы, в названии которых есть настоящее (англ. Present). Кроме упомянутых выше настоящего длительного и настоящего простого это настоящее совершенное (Present Perfect) и настоящее совершенное длительное (Present Perfect Continuous), которые выражают связь прошлого и настоящего.
Эти видо-временные формы глагола обозначают действие или состояние, начавшееся в прошлом, результат которого присутствует в бытийном настоящем времени. При этом действие в недлительном настоящем современном могло уже закончиться к моменту речи, а в длительном продолжается к самому моменту высказывания об этом действии:
- I have run 3 miles today (Я пробежал сегодня 3 мили — перевод на русский с помощью прошедшего времени совершенного вида, но в отличие от действий в простом прошедшем времени английского языка (Past Simple) называемый отрезок времени ещё не закончился);
- I have been running for 3 hours (Я бегу / бегаю уже 3 часа — перевод русским настоящим временем).

Глаголы со статическими значениями не могут употребляться в английском в длительных формах, и даже если ситуация продолжается, то используется недлительное настоящее совершенное: I have known him for 10 years. — Я знаю его уже 10 лет

### Переносное употребление
Подобно тому, как отдельные слова имеют прямое и переносное лексические значения, глагольные формы настоящего времени употребляются не в прямом значении — для обозначения прошедшего и будущего.
Настоящее историческое время (латин. Praesens historicum) (его также называют настоящее повествовательное) используется для оживления рассказа о прошедших событиях, которые предстают как нынешние: Иду я вчера по улице и неожиданно вижу старого друга.
Применительно к будущему формы настоящего времени глагола передают уверенность в том, что намеченное осуществится (Завтра он идёт в кино), либо в независимости событий от воли говорящих. В английском языке для обозначения планов на будущее говорящими используется настоящее длительное время, а для упоминания времени отправления транспортных средств и других событий, запатентованных по расписанию используются формы простого настоящего (Our train leaves at 5 «Наш поезд уходит в 5»'). Предсказания результата наблюдаемого развития событий могут высказываться с использованием формы настоящего длительного времени глагола to be going to «собираться», который некоторые иностранные учебники грамматики современного английского языка считают отдельной видо-временной формой («to be going to» tense).
В русском и английском языках форма настоящего в отношении ближайшего будущего используется для представления будущего действия как вполне реального: Ну где же ты? — (Уже) иду, сейчас иду! I am coming (this minute)!

## В языках мира

### В русском языке
Если инфинитив оканчивается на -ть, то в настоящем времени 1 л. ед. ч. глагол независимо от спряжения приобретает окончание -ю или -у (играть — играю, мыслить — мыслю, мыть — мою, стоять — стою, гулять — гуляю; сидеть — сижу, орать — ору, кричать — кричу, лететь — лечу). Во 2 л. ед. ч. присутствует окончание -шь, причем в 1 спряжении перед шь стоит е, а во 2-м — и.
Инф. играть, орать (I спряжение), визжать, стоять (II спряжение)
| Лицо | Ед.ч.                           | Мн.ч.                           |
| ---- | ------------------------------- | ------------------------------- |
| 1л.  | играю, ору, визжу, стою         | играем, орём, визжим, стоим     |
| 2л.  | играешь, орёшь, визжишь, стоишь | играете, орёте, визжите, стоите |
| 3л.  | играет, орёт, визжит, стоит     | играют, орут, визжат, стоят     |

В русском языке нет отдельного настоящего длительного времени (Continuous), однако существуют отдельные соотносимые глаголы, относящиеся к группе бесприставочных глаголов движения. Глаголы этой группы отличаются тем, что образуют пары внутри несовершенного вида, в которых один участник пары обозначает однократное и (или) однонаправленное движение, а второй — многократное и (или) двунаправленное (разнонаправленное, хаотичное):
Я бегу (в настоящий момент, I am running) (на работу) — Я бегаю (в течение некоторого времени, I run) (на работу / на работу и с работы; каждый день / много лет / много раз).

### В английском языке
В английском языке нет спряжений, но есть разные формы настоящего времени: простое (simple) и длительное (continuous). В простом времени только к глаголу третьего лица добавляется окончание -s. Длительное время образуется окончанием -ing.
Инф. to play (играть)
| Лицо | Ед.ч.                  | Мн.ч.                   |
| ---- | ---------------------- | ----------------------- |
| 1 л. | I play (am playing)    | We play (are playing)   |
| 2 л. | You play ('re playing) |                         |
| 3 л. | He plays (is playing)  | they play (are playing) |

### В испанском языке
Каждый испанский глагол может быть отнесен к одному из трёх спряжений в зависимости от окончания инфинитива:
- глаголы, оканчивающиеся на -ar, — 1-е спряжение (hablar — говорить);
- глаголы, оканчивающиеся на -er, — 2-е спряжение (comer — есть);
- глаголы, оканчивающиеся на -ir, — 3-е спряжение (vivir — жить).

Большинство простых форм образуется от основы глагола. Для того, чтобы получить основу, достаточно отбросить инфинитивное окончание:
| Инфинитив | Основа |
| --------- | ------ |
| hablar    | habl-  |
| comer     | com-   |
| vivir     | viv-   |

Кроме того, все глаголы могут быть разделены на три группы:
- правильные глаголы (изменяющиеся по общим правилам);
- отклоняющиеся глаголы (имеющие отклонения от типового спряжения и объединяющиеся в так называемые группы отклонения в зависимости от типа неправильности);
- глаголы индивидуального спряжения (изменяющиеся по своим правилам и неподдающиеся группировке, их спряжение нужно просто заучить).

Presente de Indicativo правильных глаголов образуется путём прибавления к основе следующих окончаний:
|                       | 1 спр. | 2 спр. | 3 спр. |
| --------------------- | ------ | ------ | ------ |
| yo                    | -o     | -o     | -o     |
| tú                    | -as    | -es    | -es    |
| él, ella, ello, usted | -a     | -e     | -e     |
| nosotros(-as)         | -amos  | -emos  | -imos  |
| vosotros(-as)         | -áis   | -éis   | -ís    |
| ellos, ellas, ustedes | -an    | -en    | -en    |

|                       | hablar   | comer   | vivir   |
| --------------------- | -------- | ------- | ------- |
| yo                    | hablo    | como    | vivo    |
| tú                    | hablas   | comes   | vives   |
| él, ella, ello, usted | habla    | come    | vive    |
| nosotros(-as)         | hablamos | comemos | vivimos |
| vosotros(-as)         | habláis  | coméis  | vivís   |
| ellos, ellas, ustedes | hablan   | comen   | viven   |

### В латинском языке
Значение латинского praesens indicativi вполне совпадает со значением настоящего времени в русском языке. Он выражает как действие, одновременное с моментом высказывания, так и вообще постоянно длящееся: puella cantat — девочка поёт (в момент высказывания); amat victoria curam — победа любит заботу (постоянно длящееся действие).
У глаголов I, II, III и IV спряжений формы настоящего времени изъявительного наклонения действительного и страдательного залога образуются прибавлением к основе инфекта обычных личных окончаний: -o, -s, -t, -mus, -tis, -nt (действительный залог); -or, -ris, -tur, -mur, -mini, -ntur (страдательный залог).
У глаголов III спр. во 2-м лице и 3-м лице ед. ч. и в 1-м и 2-м лице мн. ч. личное окончание присоединяется с помощью гласного -i-, а также в 3-м лице мн. ч. с помощью гласного -u- (в IV спр. употребляется только -u- 3-го лица: capiunt, audiunt).

### В новогреческом языке
В новогреческом языке есть одно настоящее время, которое называется Энестотас. Глаголы имеют два спряжения. Неправильный глагол всего один — это глагол «быть».